# Ульріх Греф
Не плутати з Ульріхом Графом!
Ульріх Греф (нім. Ulrich Gräf; 15 грудня 1915, Дрезден — 17 лютого 1943, Атлантичний океан) — німецький офіцер-підводник, капітан-лейтенант крігсмаріне.

## Біографія
5 квітня 1935 року вступив на флот. З 24 вересня 1941 по 26 березня 1942 року — командир підводного човна U-23, з 31 березня 1942 року — U-69, на якому здійснив 3 походи (разом 205 днів у морі).
17 лютого 1943 року, діючи у складі вовчої зграї «Гаудеген», U-69 здійснив спробу атакувати союзний конвой ONS 165, але був виявлений і атакований глибинними бомбами британського есмінця «Фейм». Зазнавши пошкоджень, човен був змушений спливти, але був протаранений британським кораблем і затонув. Всі 46 членів екіпажу загинули.
Всього за час бойових дій потопив 7 кораблів загальною водотоннажністю 16 642 тонни.
| Дата           | Назва корабля   | Тип               | Тоннаж | Вантаж                                                                    | Екіпаж | Загинули | Країна             | Конвой |
| -------------- | --------------- | ----------------- | ------ | ------------------------------------------------------------------------- | ------ | -------- | ------------------ | ------ |
| 1 травня 1942  | James E. Newsom | Вітрильник        | 671    | Меляса                                                                    | 9      | 0        | Канада             |        |
| 12 травня 1942 | Lise            | Тепловий танкер   | 6,826  | Баласт                                                                    | 33     | 12       | Норвегія           |        |
| 13 травня 1942 | Norlantic       | Торговий пароплав | 2,606  | 3800 тонн генеральних вантажів, включаючи цемент, сталеві і залізні труби | 29     | 7        | США                |        |
| 21 травня 1942 | Torondoc        | Торговий пароплав | 1,927  | Боксит                                                                    | 22     | 22       | Канада             |        |
| 5 червня 1942  | Letitia Porter  | Тепловий буксир   | 15     |                                                                           | ?      | 0        | Нідерланди         |        |
| 9 жовтня 1942  | Carolus         | Торговий пароплав | 2,375  | Порожні бочки                                                             | 30     | 11       | Канада             | NL-9   |
| 14 жовтня 1942 | Caribou         | Торговий пароплав | 2,222  | 118 осіб службового персоналу і 73 пасажири                               | 237    | 136      | Британська імперія | NL-9   |

## Звання
- Кандидат в офіцери (5 квітня 1935)
- Морський кадет (25 вересня 1935)
- Фенріх-цур-зее (1 липня 1936)
- Оберфенріх-цур-зее (1 січня 1938)
- Лейтенант-цур-зее (1 липня 1938)
- Оберлейтенант-цур-зее (1 жовтня 1939)
- Капітан-лейтенант (1 січня 1943)

## Нагороди
- Медаль «За вислугу років у Вермахті» 4-го класу (4 роки)